# Häagen-Dazs
Häagen-Dazs är ett amerikanskt företag som tillverkar glass. Företaget grundades 1960 av Reuben och Rose Mattus i Bronx i New York. Den 15 november 1976 öppnade de sin första butik i Brooklyn och hade då endast tre smaker: vanilj, choklad och kaffe. Sedan dess har företaget vuxit rejält, och finns i dag över hela USA, och i många andra länder över hela världen.
År 1983 sålde Mattus företaget till The Pillsbury Company. Häagen-Dazs exporterar glass till ett antal länder, däribland Sverige.

## Namnet
Namnet Häagen-Dazs är påhittat i syfte att låta skandinaviskt, men orden betyder ursprungligen ingenting, och digraferna "äa" och "zs" förekommer inte i något skandinaviskt ord. Inom marknadsföring kallas detta foreign branding.
Reuben Mattus ansåg att Danmark var känt för sina mejeriprodukter och hade ett bra rykte i USA. På tidiga Häagen-Dazs-förpackningar användes konturerna av Danmark, och även namnet Copenhagen (Köpenhamn). Reubens dotter Doris Hurley berättar i dokumentären An Ice Cream Show (1999) att hennes far satt i flera timmar vid köksbordet och rabblade konstiga, påhittade ord tills han fann ett företagsnamn han tyckte om; detta för att få ett helt unikt namn på sitt företag.